# Elite Tauren Chieftain
Elite Tauren Chieftain is een band uit de Verenigde Staten, bestaande uit werknemers van Blizzard Entertainment. De muziek van Elite Tauren Chieftain is gerelateerd aan de spellen van Blizzard Entertainment.
Elite Tauren Chieftain maakt zijn debuut in 2003 met het nummer Power of the Horde dat te horen was tijdens de aftiteling van het spel Warcraft III: The Frozen Throne. Hierna heeft Elite Tauren Chieftain meerdere keren opgetreden op BlizzCon en op de Blizzard Worldwide Invitational 2008.
De band is meerdere keren van naam veranderd. De eerste naam: Tenth Level Tauren Chieftain, was afkomstig van het spel Warcraft III: Reign of Chaos, waarin level 10 het maximale niveau van een Tauren Chieftain kon zijn. Nadat World of Warcraft uitkwam werd de naam veranderd naar Level 60 Elite Tauren Chieftain, omdat 60 destijds het maximale niveau was in World of Warcraft. Hierna is de naam meerdere keren veranderd naar Level 70 Elite Tauren Chieftain, Level 80 Elite Tauren Chieftain, The Artists Formerly Known as Level 80 Elite Tauren Chieftain en Level 90 Elite Tauren Chieftain, omdat het maximumniveau in World of Warcraft ook groter werd. Omdat het niet praktisch was om bij elke verhoging van het maximumniveau de naam te veranderen is uiteindelijk voor de huidige naam Elite Tauren Chieftain gekozen.

## Leden
- Samwise "Samuro" Didier - Zang
- Chris "Sig Nicious" Sigaty - Gitaar
- Dave "Bergrisst" Berggren - Gitaar
- Mike "Mai'Kyl" Morhaime - Bas
- Alan "Chief Thunder-Skins" Dabiri - Drumstel

## Discografie
- Power of the Horde (2003)
- Leeroy Jenkins (Paladin of the Horde) (2006)
- I Am Murloc (2007)
- Rogues Do it from Behind (2007)
- Terran Up the Night (2007)
- Raise Dome Hell (2008)
- Nightfall (2008)
- For the Swarm (2011)
- Warriors of Azeroth (2011)
- We Never Shall Fall (2014)